# ستانلي واترس
ستانلي واترس (بالإنجليزية: Stanley Waters)‏ هو ضابط وسياسي كندي، ولد في 14 يونيو 1920 في وينيبيغ في كندا، وتوفي في 25 سبتمبر 1991. حزبياً، نشط في حزب الإصلاح الكندي. وقد انتخب عضو مجلس الشيوخ الكندي.